# The Purple Album
The Purple Album ist das 2015 veröffentlichte zwölfte Studioalbum der britischen Hard-Rockband Whitesnake.

## Produktion
Es handelt sich um ein Coveralbum, auf dem Songs von Deep Purple aus der Zeit der Besetzungen Mark III und IV neu eingespielt wurden. Das Album wurde von 2014 bis 2015 im Studio Hook City, Reno, Nevada, aufgenommen. David Coverdale produzierte das Album selbst, gemeinsam mit Reb Beach und Michael McIntyre. Fünf Singles wurden veröffentlicht, Stormbringer, Burn, Lay Down Stay Down, Soldier of Fortune und Mistreated.

## Titelliste
| No. | Titel                                             | Autoren                                                               | Originalalbum              | Länge |
| --- | ------------------------------------------------- | --------------------------------------------------------------------- | -------------------------- | ----- |
| 1.  | "Burn"                                            | Ritchie Blackmore, David Coverdale, Glenn Hughes, Jon Lord, Ian Paice | Burn (1974)                | 6:56  |
| 2.  | "You Fool No One" (interpolating "Itchy Fingers") | Blackmore, Coverdale, Hughes, Lord, Paice                             | Burn                       | 6:23  |
| 3.  | "Love Child"                                      | Tommy Bolin, Coverdale                                                | Come Taste the Band (1975) | 4:13  |
| 4.  | "Sail Away" (featuring "Elegy for Jon")           | Blackmore, Coverdale                                                  | Burn                       | 4:53  |
| 5.  | "The Gypsy"                                       | Blackmore, Coverdale, Hughes, Lord, Paice                             | Stormbringer (1974)        | 5:29  |
| 6.  | "Lady Double Dealer"                              | Blackmore, Coverdale                                                  | Stormbringer               | 3:59  |
| 7.  | "Mistreated"                                      | Blackmore, Coverdale                                                  | Burn                       | 7:39  |
| 8.  | "Holy Man"                                        | Coverdale, Hughes, Lord                                               | Stormbringer               | 4:42  |
| 9.  | "Might Just Take Your Life"                       | Blackmore, Coverdale, Hughes, Lord, Paice                             | Burn                       | 4:14  |
| 10. | "You Keep on Moving"                              | Coverdale, Hughes                                                     | Come Taste the Band        | 5:06  |
| 11. | "Soldier of Fortune"                              | Blackmore, Coverdale                                                  | Stormbringer               | 3:18  |
| 12. | "Lay Down Stay Down"                              | Blackmore, Coverdale, Hughes, Lord, Paice                             | Burn                       | 3:52  |
| 13. | "Stormbringer"                                    | Blackmore, Coverdale                                                  | Stormbringer               | 5:17  |

| No. | Titel         | Autoren                 | Originalalbum       | Länge |
| --- | ------------- | ----------------------- | ------------------- | ----- |
| 14. | "Lady Luck"   | Jeff Cook, Coverdale    | Come Taste the Band | 3:02  |
| 15. | "Comin’ Home" | Bolin, Coverdale, Paice | Come Taste the Band | 4:15  |

| No. | Titel                                | Autoren              | Originalalbum | Länge |
| --- | ------------------------------------ | -------------------- | ------------- | ----- |
| 16. | "Soldier of Fortune" (alternate mix) | Blackmore, Coverdale | Stormbring    |       |

## Mitwirkende

### Whitesnake
- David Coverdale – lead vocals, producer, mixing
- Reb Beach – guitars, backing vocals, producer, mixing
- Joel Hoekstra – guitars, backing vocals
- Michael Devin – bass, harmonica, backing vocals
- Tommy Aldridge – drums

### Gastmusiker
- Derek Hilland – keyboards

### Produktion
- Michael McIntyre – producer, engineer, mixing
- David Donnelly – mastering

## Charts
Das Album erreichte die britischen Albumcharts auf Platz 18, die US-amerikanischen Billboard 200 auf Platz 87. Mit Platz 13 erreichte es auch die deutschen Charts, in Finnland und Japan erreichte es mit Platz zwei und Platz acht die Top Ten.

## Rezension
Matthias Mineur vom Metal Hammer schrieb: „Klar, an ‚Burn‘ oder ‚Stormbringer‘ verändert man am besten nur wenig, denn stärker als im Original kann man diese Songs kaum machen. Aber eher unbekannte Perlen wie ‚Lay Down Stay Down‘, ‚Might Just Take Your Life‘ oder ‚You Fool No One‘ erfreuen sich einiger erstaunlicher Neuerungen, die Coverdale vom Verdacht des reinen Cover-Musikers befreien. Macht Spaß, die Scheibe, ohne Wenn und Aber.“ Er wertete mit sechs von sieben Punkten.